# Micropygus brevicornis
Micropygus brevicornis är en tvåvingeart som beskrevs av Octave Parent 1933. Micropygus brevicornis ingår i släktet Micropygus och familjen styltflugor. Inga underarter finns listade i Catalogue of Life.